# 姫君と海賊
『姫君と海賊』（ひめぎみとかいぞく、原題：The Princess and the Pirate）は、1944年のアメリカ合衆国の映画。海賊を題材としたボブ・ホープ主演のコメディ作品。

## キャスト
※括弧内は日本語吹替（初回放送1975年8月25日『月曜ロードショー』）
- シルベスター：ボブ・ホープ（柳沢真一）
- マーガレット：ヴァージニア・メイヨ（武藤礼子）
- フェザーヘッド：ウォルター・ブレナン（松村彦次郎）
- ラ・ロッシュ：ウォルター・スレザック
- フック：ヴィクター・マクラグレン
- ペドロ：マーク・ローレンス
- アロンゾ：トム・ケネディ
- 庶民：ビング・クロスビー（石井敏郎）
- 酔った海賊：フランシス・フォード[2]

## スタッフ
- 監督：デイヴィッド・バトラー
- 製作：サミュエル・ゴールドウィン
- 脚本：ドン・ハートマン、メルヴィル・シェイヴルソン、エヴェレット・フリーマン
- 撮影：ウィリアム・スナイダー
- 音楽：デヴィッド・ローズ